# ساندرا گارسیا
ساندرا گارسیا (انگلیسی: Sandra García؛ زادهٔ ۱۱ فوریهٔ ۱۹۸۶) بازیکن فوتبال اهل اسپانیا است.